# Moonlight tower

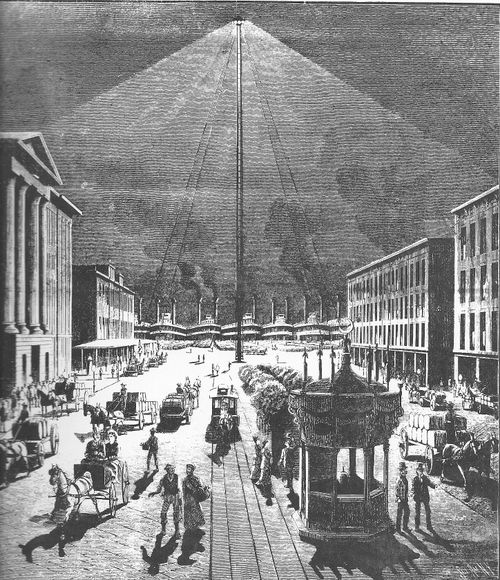
Incisione del 1882 rappresentante Canal Street, New Orleans, illuminata da una moonlight tower

Una moonlight tower o moontower è una struttura di pubblica illuminazione, progettata per illuminare di notte alcune zone di una città. 
Molto diffuse verso la fine del XIX secolo in varie città degli Stati Uniti, vennero ideate come alternativa ai lampioni dotati di lampade ad arco, uno dei metodi di illuminazione elettrica più comune all'epoca; questi necessitavano di numerose, piccole e poco efficienti lampadine, motivo per il quale venivano considerati eccessivamente costosi. Nonostante ciò, alcune di queste costruzioni vennero utilizzate in aggiunta ai lampioni stessi. Le torri, alte da 30 fino a 90 metri, furono progettate per illuminare l'area comprendente un isolato o un insieme degli stessi, utilizzando il principio della legge dell'inverso del quadrato. Con la diffusione di lampioni dotati di lampade a incandescenza sempre più funzionali, le moonlight towers cominciarono a diminuire.
Una delle Moonlight towers di Austin, specificatamente quella vicino alla sede centrale del Dipartimento dei trasporti del Texas, risulta essere l'unico esemplare ancora in funzione. La sua forma è servita da ispirazione per la progettazione delle torri-faro statunitensi durante gli anni '60 e '70.
Sebbene il termine sia oggi usato estensivamente per indicare tutte le strutture con questa specifica funzione, soltanto il complesso di torri di Austin, in Texas, veniva definito come "moonlight towers", denominazione che comparì per la prima volta alla metà del XX secolo.

## Storia

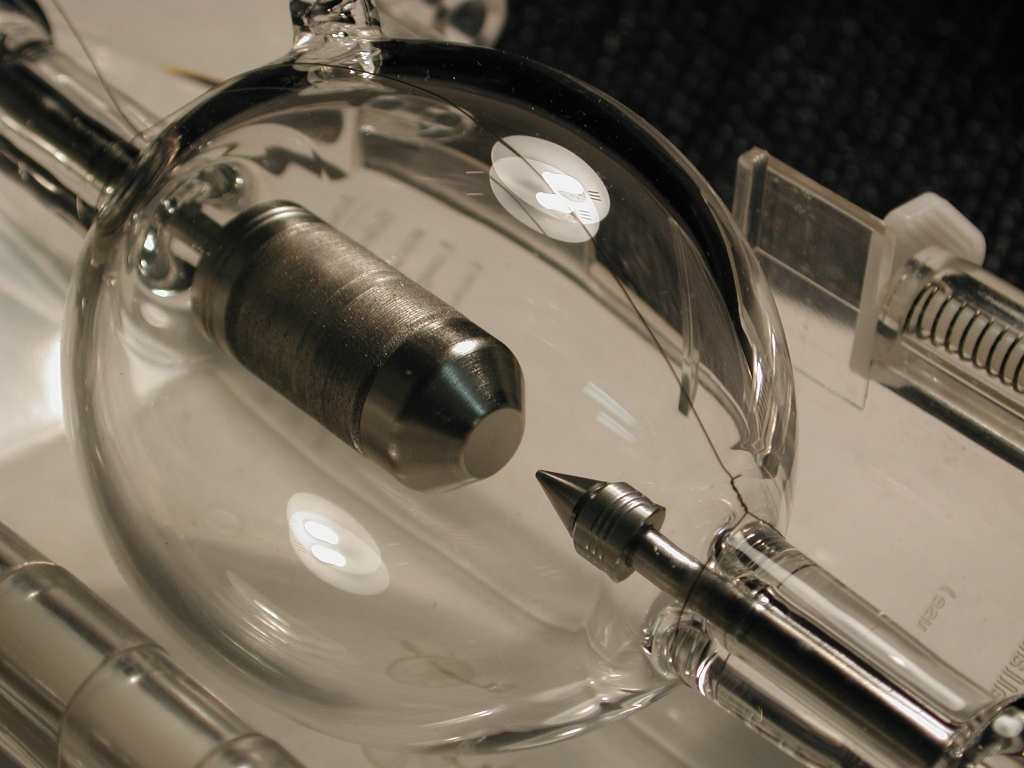
Lampada ad arco

### Lampade ad arco
Agli inizi dell'Ottocento, il chimico inglese Humphry Davy inventò un metodo di illuminazione molto più efficiente rispetto alle lampade ad olio fino ad allora utilizzate. Questa "lampada ad arco" (primo prototipo di illuminazione elettrica artificiale e predecessore della lampada ad incandescenza) venne realizzata grazie alla la scoperta che due elettrodi di carbonio o grafite, in cui vi è una differenza di potenziale elettrico sia in corrente alternata che continua, se messi a contatto e rapidamente separati producono luce. Ogni qualvolta i due elettrodi si toccano, una certa quantità di carbonio viene vaporizzata. A differenza di una lampadina ad incandescenza, in cui la corrente attraversa un filamento, la corrente viene qui scambiata mediante l'aria, creando così un arco di corrente che, attraversando i vapori del carbonio, produce un'emissione luminosa molto intensa e bianca, con una potenza compresa tra i 1.500 e 4.000 candele (o cd). Nonostante l'ottima resa rispetto alle fonti di illuminazione dell'epoca, come le lampade ad olio (che arrivavano a produrre al massimo 20 cd), le lampade ad arco risultavano essere piuttosto instabili e ricche di raggi ultravioletti. Per questo risultò subito chiaro che il suo utilizzo sarebbe stato limitato: la lampada ad arco non poteva essere utilizzata in ambito domestico a causa della luce troppo intensa che emetteva e perché alimentata da batterie ancora troppo inefficienti e costose. Dopo alcune dimostrazioni tenutesi a partire dal 1840 in piazze e teatri, le lampade ad arco iniziarono a essere usate concretamente per l'illuminazione pubblica solamente negli anni 1870 in Europa, dopo l'invenzione della dinamo, che consentì di fornire una continua fonte di energia. Inoltre, con l'invenzione della candela Yablochkov nel 1876, venne risolto il problema della corrosione degli elettrodi, che avrebbe costretto ad una manutenzione troppo impegnativa e costosa, rendendo la lampada ad arco molto più affidabile e durevole, oltre che economicamente sostenibile.
Nonostante già in quel periodo la maggioranza dei lampioni fornisse illuminazione a gas, vennero implementati alcuni lampioni elettrici con una lampada ad arco in varie città europee e statunitensi: le lampade dovevano essere però fornite di protezioni particolari, per prevenire l'accecamento dei passanti, e la loro potenza ridotta, per evitare spreco di energia.

### Torri elettriche

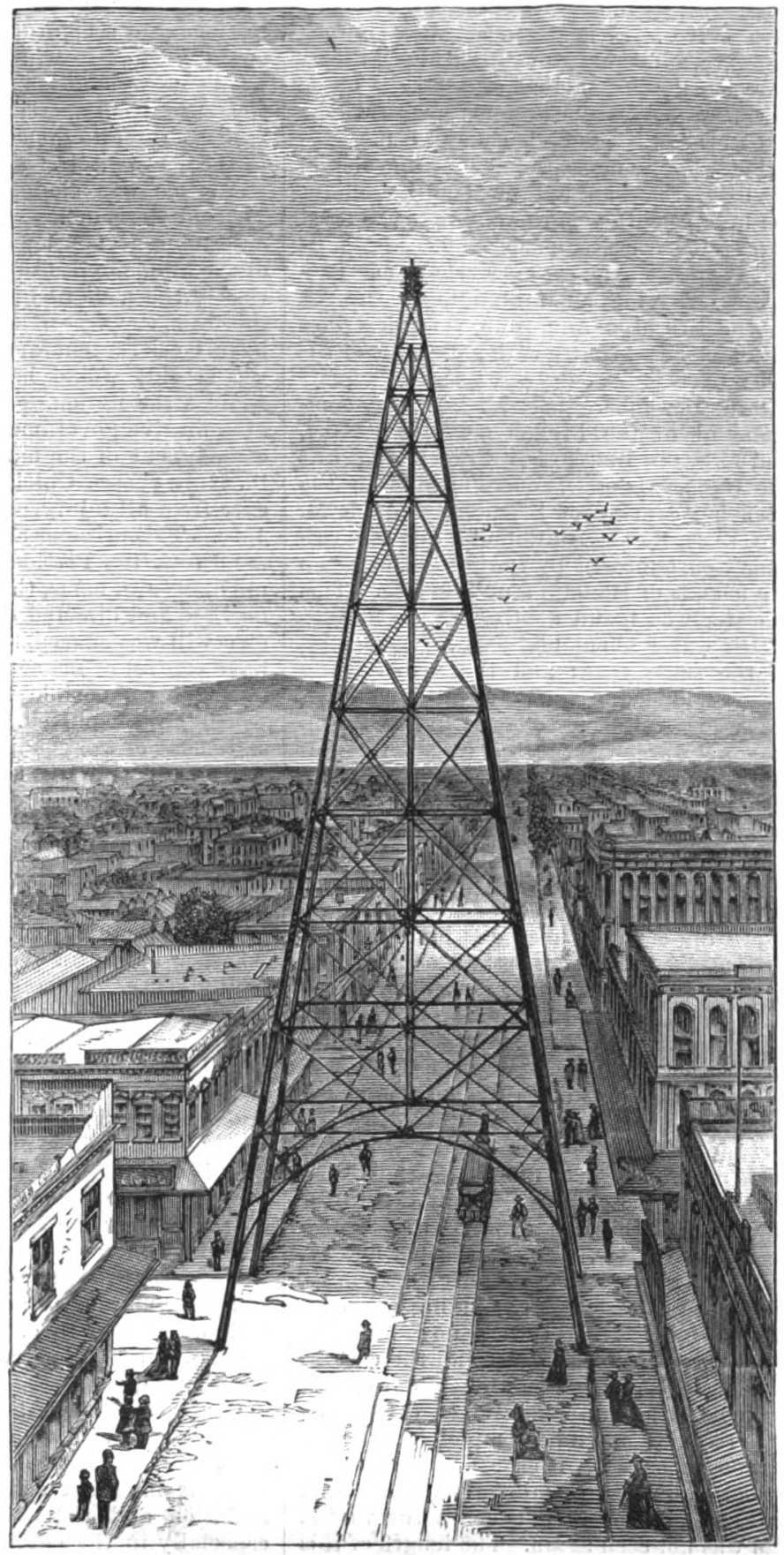
Torre elettrica di San Jose in un'incisione apparsa su un giornale del 1881 con l'annuncio del termine della sua costruzione

Per prevenire il problema dell'illuminazione troppo potente ma al contempo raggiungere l'obiettivo di illuminare una strada con una singola fonte luminosa, fu fatto un primo tentativo a Wabash, nell'Indiana: quattro lampade ad arco vennero montate sulla cupola del tribunale cittadino e attivate il 3 marzo 1880. A San Jose, California, nel dicembre 1881 venne eretta una torre di ferro alta 72 metri, dotata sulla cima di sei lampade ad arco con una potenza totale di 24.000 cd. Chiamata Owen's Electric Tower, rese San Jose la prima città a ovest delle Montagne Rocciose a essere illuminata da luce elettrica. L'idea venne suggerita da James Jerome ("JJ") Owens, editore del San Jose Mercury, che aveva visitato la prima postazione per l'illuminazione elettrica a San Francisco nel 1879. La torre crollò a causa dei danni causati da una tempesta il 3 dicembre 1915, ma l'idea fu presto ripresa in molte altre città statunitensi: si stima che solo tre anni dopo, nel 1884, negli USA fossero presenti più di 90.000 lampade ad arco destinate alla pubblica illuminazione, numero che salì a 235.000 nel 1890. 

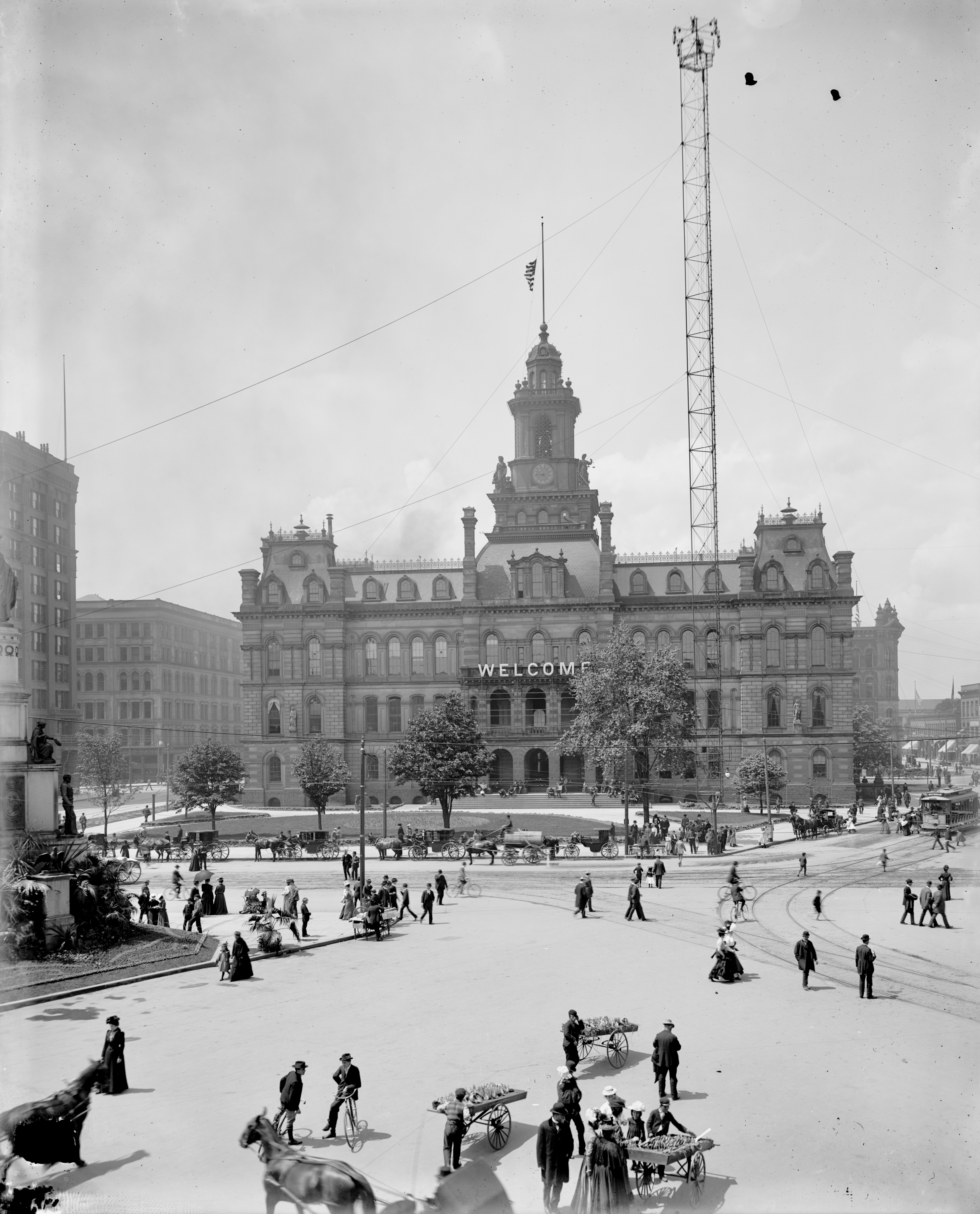
La piazza del Detroit City Hall con un a torre per l'illuminazione in una foto di inizio Novecento

Nella città di Detroit si arrivò a toccare il numero record di 122 torri, di altezza compresa tra i 30 e i 55 metri, che illuminavano complessivamente circa 21 miglia quadre (54 km²). Anche alcune città europee come Parigi progettarono la costruzione di una torre per l'illuminazione: nei progetti della stessa Torre Eiffel questa poteva essere utilizzata o riconvertita per ospitare delle lampade sulla sua struttura. Austin, capitale del Texas, nel 1894 si dotò di proprie torri, acquistandone 31 già utilizzate dalla città di Detroit. Alcune fonti sostengono che questa decisione sia stata presa dopo i fatti del Servant Girl Annihilator, anche se l'ipotesi viene oggi confutata, in quanto i fatti erano accaduti circa un decennio prima. Un'altra area che vide una notevole crescita delle torri fu la valle del Mississippi, dove in città come New Orleans e Minneapolis e in insediamenti minori furono realizzati questi impianti, mentre in altre grandi città come Boston o Philadelphia, l'ingente disponibilità di gas, carbone e petrolio non rese necessaria la diffusione delle torri elettriche, avendo ampia disponibilità di fonti energetiche per l'illuminazione, in alternativa all'elettricità.

#### Criticità e declino
Sebbene vi fossero alcuni vantaggi nell'utilizzo di questi impianti, i problemi non tardarono a emergere: già nel 1888 venne notato da alcuni cronachisti come le torri dovessero essere implementate con altre fonti di illuminazione. All'intersezione di alcune strade la visibilità risultava insufficiente, causando la presenza di angoli ciechi. A Ogden, nello Utah, il sistema venne testato, ma abbandonato su suggerimento delle forze dell'ordine, in quanto molti vicoli risultavano completamente all'oscuro, essendo la luce delle torri schermata dagli edifici circostanti, aumentando il tasso di criminalità nella cittadina. Con la costruzione di edifici sempre più alti e l'avvento dei grattacieli ad inizio del XX secolo, si notò come queste costruzioni risultassero incompatibili con le moonlight towers: anche delle torri molto alte, come quella di San Jose, risultarono inefficienti.

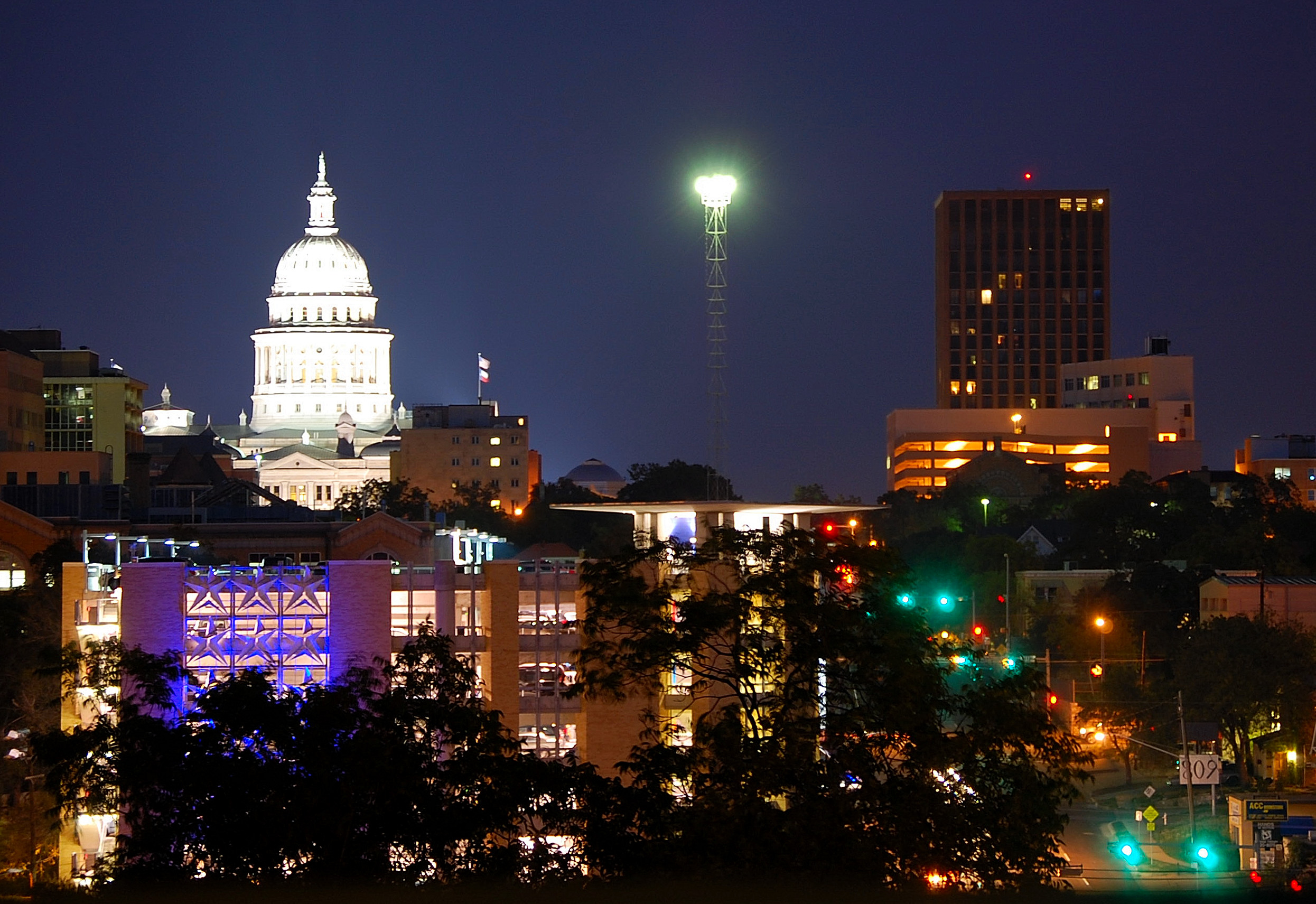
L'ultima moonlight tower ancora in funzione a Austin, in una foto del 2009

L'avvento delle lampade a incandescenza, commerciate largamente dall'azienda di Thomas Edison, resero sempre meno popolari le moonlight towers che vennero progressivamente smantellate in tutti gli Stati Uniti. A Detroit, città con il maggior numero di strutture, alla fine del 1910 rimase solo una torre a Cadillac Square, che venne rimossa negli anni '20. Unica città in cui ancora oggi rimangono delle torri è Austin, dove ne sono conservate tredici, di cui ancora una tutt'ora utilizzata. Esse sono diventate nel 1970 un National Historic Landmark, mentre il 12 luglio 1976 furono inserite nel National Register of Historic Places. Nel 1977, una replica di quasi la metà delle dimensioni della torre originale, è stata costruita nella città di San Jose.